# Eyben (Adelsgeschlecht)

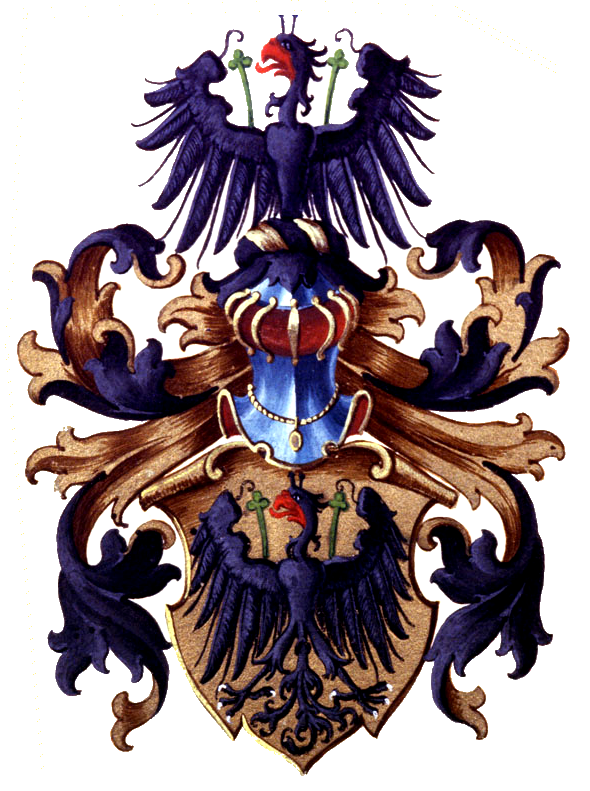
Wappen derer von Eyben

Eyben ist der Name eines ostfriesischen Adelsgeschlechts. Angehörige der Familie, deren Zweige zum Teil bis heute bestehen, standen vor allem in königlich dänischen Diensten und gelangten dort zu Besitz und Ansehen.

## Geschichte

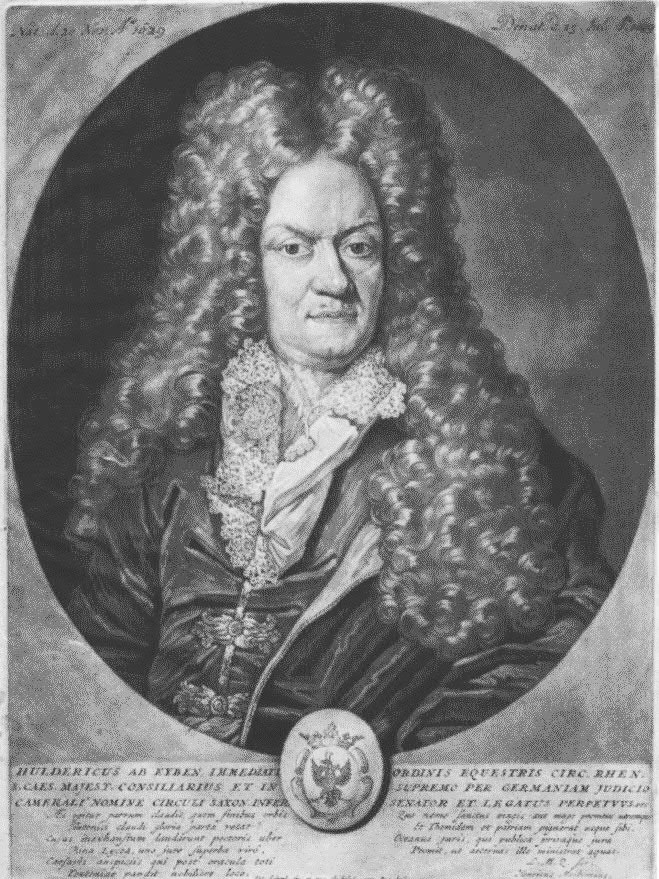
Hulderich von Eyben
(* 1629; † 1699)

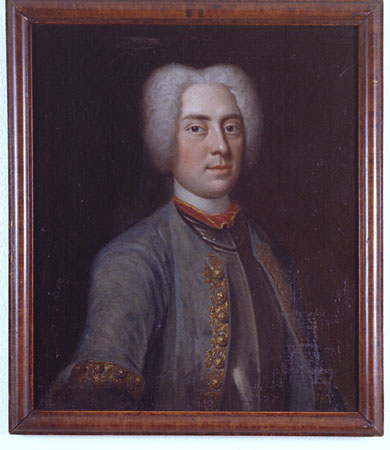
Christian Wilhelm von Eyben
(* 1663; † 1727)

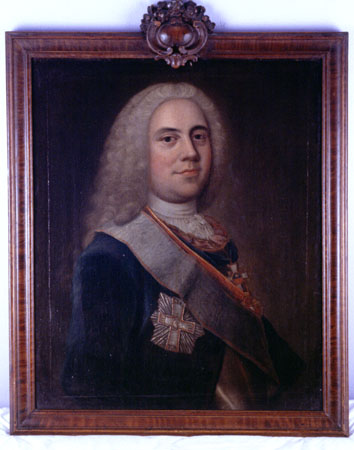
Friedrich von Eyben
(* 1699; † 1787)

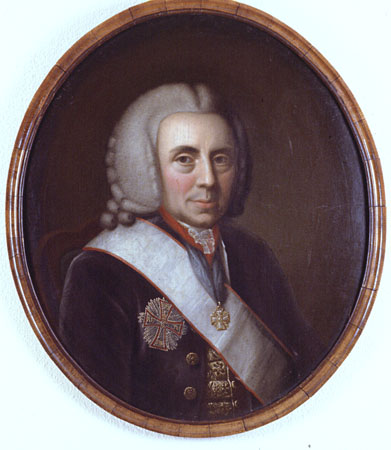
Christian August von Eyben
(* 1700; † 1785)

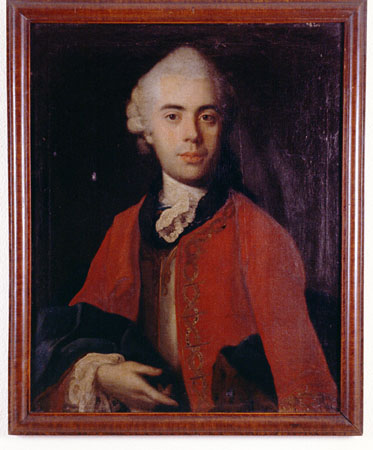
Adolf Gottlieb von Eyben
(* 1741; † 1811)

### Herkunft
Die Stammreihe der Familie beginnt um das Jahr 1600 mit Haykone Aiben, Bauer in Seriem bei Esens. Sein Enkel Hulderich von Eyben (* 1629; † 1699) wurde kaiserlicher Rat und Reichskammergerichtsrat. Er erhielt am 16. März 1682 zu Wien von Kaiser Leopold I. ein Anerkennungs- und Erneuerungsdiplom des ihm zustehenden Reichsadelsstandes mit dem Prädikat Edler von Eyben. Am 15. März 1688 erfolgte seine Aufnahme in die Rheinische Reichsritterschaft.
Im Anerkennungsdiplom des Reichsadelsstandes von 1682 wird erwähnt, dass der Vater des Huldenreich Eyben, Hajo (von) Eyben, Rat und Oberamtmann des Grafen Ulrich von Ostfriesland war. Als Anerkennung für seine Pilgerreise ins Heilige Land soll er, vermutlich in Anlehnung an die Nägel des Heiligen Kreuzes, das Recht erhalten haben, im Eybenschen Wappen (in Gold ein schwarzer Adler) zwei Nägel zu führen.

### Ausbreitung und Persönlichkeiten
Christian Wilhelm von Eyben (* 1663; † 1727), ein Sohn von Hulderich von Eyben, war zunächst markgräflich baden-durlachscher Hofrat, dann herzoglich braunschweig-lüneburger Hof- und Regierungsrat und zuletzt herzoglich holstein-gottorper Minister und Gesandter auf den Reichstagen. Bereits in jungen Jahren schrieb er zahlreiche historische und juristische Werke und unterhielt einen regen Briefwechsel mit Leibnitz und Winckler. Von den Söhnen aus seiner Ehe mit Lucia Barbara von Fabrice, eine Tochter von Weipart Ludwig von Fabrice, überleben ihn nur zwei, Friedrich und Christian August.
Der älteste Sohn Friedrich von Eyben (* 1699) starb 1787 als königlich dänischer Geheimrat und Kanzler. Seine Ehe mit Georgine Henriette Dorothea von Schlitz genannt von Görtz, eine Tochter von Georg Heinrich von Görtz, blieb kinderlos. Er konnte 1746 unter anderem Schloss Lütgenhof und Dassow in Mecklenburg erwerben.

Der zweite Sohn Christian August von Eyben (1700–1785) war seit 1763 Domdechant zu Lübeck. Er starb 1785 als königlich dänischer Kammerherr und Geheimrat. Von seinen Söhnen und Töchtern aus der 1734 geschlossenen Ehe mit Elisabeth Sophia Maria von Hassberge wurde Christian von Eyben königlich dänischer Oberst und August von Eyben kaiserlich russischer Oberst. Tochter Elisabeth Sophia Maria von Eyben (* 1736; † 1780) war seit 1766 erste Kammerjungfer bei Königin Caroline Mathilde.
Sohn Adolf Gottlieb von Eyben (* 1741; † 1811) wurde teilweise von Friedrich Gottlieb Klopstock erzogen und studierte später Rechtswissenschaften an den Universitäten Jena und Göttingen. Er war längere Zeit herzoglich sachsen-meininger Minister und später königlich dänischer Geheimrat und Kanzler von Holstein. Da sein Onkel Friedrich von Eyben kinderlos blieb, wurde Adolf Gottlieb von ihm adoptiert und damit Erbe der Lütgenhofer Güter in Mecklenburg. Daraufhin wurde er 1792 in die mecklenburgische Ritterschaft aufgenommen. Aus erster Ehe mit Henriette Tugendreich von Rachel (* 1747; † 1778) stammten drei Töchter und ein Sohn. Die zweite Ehe mit Benedicte von Qualen (* 1747; † 1808) blieb kinderlos.
Friedrich von Eyben (* 1770; † 1825), der einzige Sohn von Adolf Gottlieb von Eyben, wurde 1803 Gesandter am Reichstag zu Regensburg, dann königlich dänischer Gesandter am königlich preußischen Hof in Berlin und zuletzt königlich dänischer Konferenzrat und Gesandter am Bundestag zu Frankfurt am Main. Er heiratete 1803 Dorothea Caroline Elisabeth von Veltheim (* 1776; † 1811). Das Paar hatte ein Sohn und eine Tochter Adelheid Henriette Louise Caroline (* 1808; † 1882). Am 4. Juli 1808 wurde sie unter der Nr. 867 im Einschreibebuch des Klosters Dobbertin zur Aufnahme als Konventualin in das dortige adelige Damenstift eingetragen. Sie heiratete Friedrich Christian Ferdinand von Pechlin (* 1789; † 1863), Gouverneur von Lauenburg und Nachfolger ihres Vaters als Gesandter in Frankfurt. Sie wurde nach dem Tod ihres Mannes Oberhofmeisterin bei der Erbprinzessin Caroline von Dänemark. Ihr Bruder Friedrich Adolf Gottlieb Graf von Eyben (* 1805; † 1889) erwarb 1830 die Güter Setzin und Ruhetal bei Wittenburg. 1842 wurde er Landrat und trat 1854 als Oberlanddrost in großherzoglich mecklenburg-strelitzsche Dienste. Er hinterließ neben einer Tochter, Gräfin Agnes Maria (* 1839), die unverheiratet blieb und als großherzogliche Pensionistin vom Kloster Dobbertin eine Rente erhielt, einen Sohn Adolf Friedrich Graf von Eyben (* 1834), der Offizier im großherzoglich mecklenburg-schweriner Dragonerregiment war. Er starb am 9. Mai 1878 auf einer Reise in Assiut in Ägypten. Mit diesen beiden starb der gräfliche Zweig aus.
Der adelige Zweig der Edler von Eyben, Nachkommen des Offiziers Joachim Werner von Eyben (* 1746; † 1811), eines Sohnes von Christian August von Eyben, zuletzt Oberst in Oldenburg, ist bis heute in Dänemark zu finden.

### Standeserhebungen
Friedrich von Eyben, königlich dänischer Kammerherr und Gesandter beim Bundestag in Frankfurt am Main, erhielt am 17. Oktober 1817 den dänischen Lehnsgrafenstand (Diplom ausgestellt am 16. November 1817).

### Archivbestände
Ein Teil des schriftlichen Nachlasses der Familie Eyben befindet sich im Landesarchiv Schleswig-Holstein in Schleswig. Die Unterlagen wurden vom Landesarchiv im Jahre 1900 angekauft. Der Bestand mit der Signatur LASH Abt. 399.1037 wird unter den Nachlässen von Familien und Einzelpersonen geführt. Er hat einen Umfang von 0,1 lfm und eine Laufzeit von 1650 bis 1810.
Die Archivalien beinhalten unter anderem Eheverträge, Schuldobligationen und Besitzurkunden aber auch Korrespondenzen, Gedächtnisfeiern und Todesanzeigen von verwandten Adelsfamilien. Unter der Signatur LASH Abt. 399.1037 Nr. 5 wird ein Reskript von Johann Hartwig Ernst von Bernstorff an Friedrich von Eyben geführt, wegen des Übertritts des Landgrafen Friedrich II. von Hessen-Kassel zum Katholizismus. Der Bestand mit der Signatur LASH Abt. 399.1037 Nr. 12 enthält Abschriften von lateinischen Gedichten und einzelnen Briefen.

## Wappen

### Wappen des Anerkennungs- und Erneuerungsdiplom
Das Wappen von 1682 zeigt in Gold einen schwarzen Adler, dessen Kopf mit zwei Nägeln besteckt ist und aus dessen Flügelansatz zwei grüne, dreiblättrige Kleestängel wachsen. Auf dem Helm mit schwarz-goldenen Helmdecken der Adler wachsend.

### Dänisches Lehnsgrafenwappen
Das gräfliche Wappen von 1817 hat denselben Schild wie das 1682 verliehene Wappen, aber der Adler ist blau und der Adlerkopf mit drei Nägeln besteckt. Das Wappen hat drei Helme, rechts zwei von Blau und Gold geteilte Büffelhörner, der mittlere der Adler wachsend, der linke ein blauer Adlerflügel. Als Schildhalter rechts ein Geharnischter, der geschlossene Helm mit drei (grün-blau-goldenen) Straußenfedern besteckt, in der freien Rechten eine goldene Lanze haltend, daran eine rote Standarte mit silbernen Kreuz, belegt mit einem drei Nägeln besteckten blauen Adlerkopf. Als Schildhalter links ein widersehender natürlicher Löwe, eine Lanze mit Standarte haltend.

## Namensträger
- Hulderich von Eyben (* 1629; † 1699), deutscher Jurist und Hochschullehrer an der Universität Gießen und der Universität Helmstedt
- Christian Wilhelm von Eyben (* 1663; † 1727), deutscher Jurist und Diplomat, Kanzler in Osnabrück
- Friedrich von Eyben (* 1699; † 1787), Kanzler in Glückstadt
- Christian August von Eyben (* 1700; † 1785), deutscher Jurist und Domdechant in Lübeck
- Friedrich Ludwig von Eyben (* 1738; † 1793), dänischer Gesandter in Neapel und Regensburg
- Adolf Gottlieb von Eyben (* 1741; † 1811), Kanzler in Glückstadt
  - Friedrich von Eyben (* 1770; † 1825), dänischer Gesandter in Berlin und Frankfurt
    - Friedrich Adolph Gottlieb von Eyben (* 1805; † 1889), mecklenburgischer Verwaltungsbeamter
    - Adelheid Henriette Louise Caroline von Eyben (1808–1882), dänische Oberhofmeisterin
- Finn von Eyben (* 1944), dänischer Internist und Onkologe, auch Jazz- und Improvisationsmusiker